# Московский городской листок
Московский городской листок — первая московская ежедневная газета, выходившая в 1847 году. 
Редактор-издатель В. Н. Драшусов. 
В газете дебютировал А. Н. Островский. В числе сотрудничавших с ней были: М. Н. Загоскин, С. П. Шевырёв, А. Ф. Вельтман, Ф. Н. Глинка, С. Соловьев, Т. Н. Грановский, Н. Берг, М. А. Дмитриев, Кетчер, Н. И. Билевич и др.